# Sebastian Kulczyk

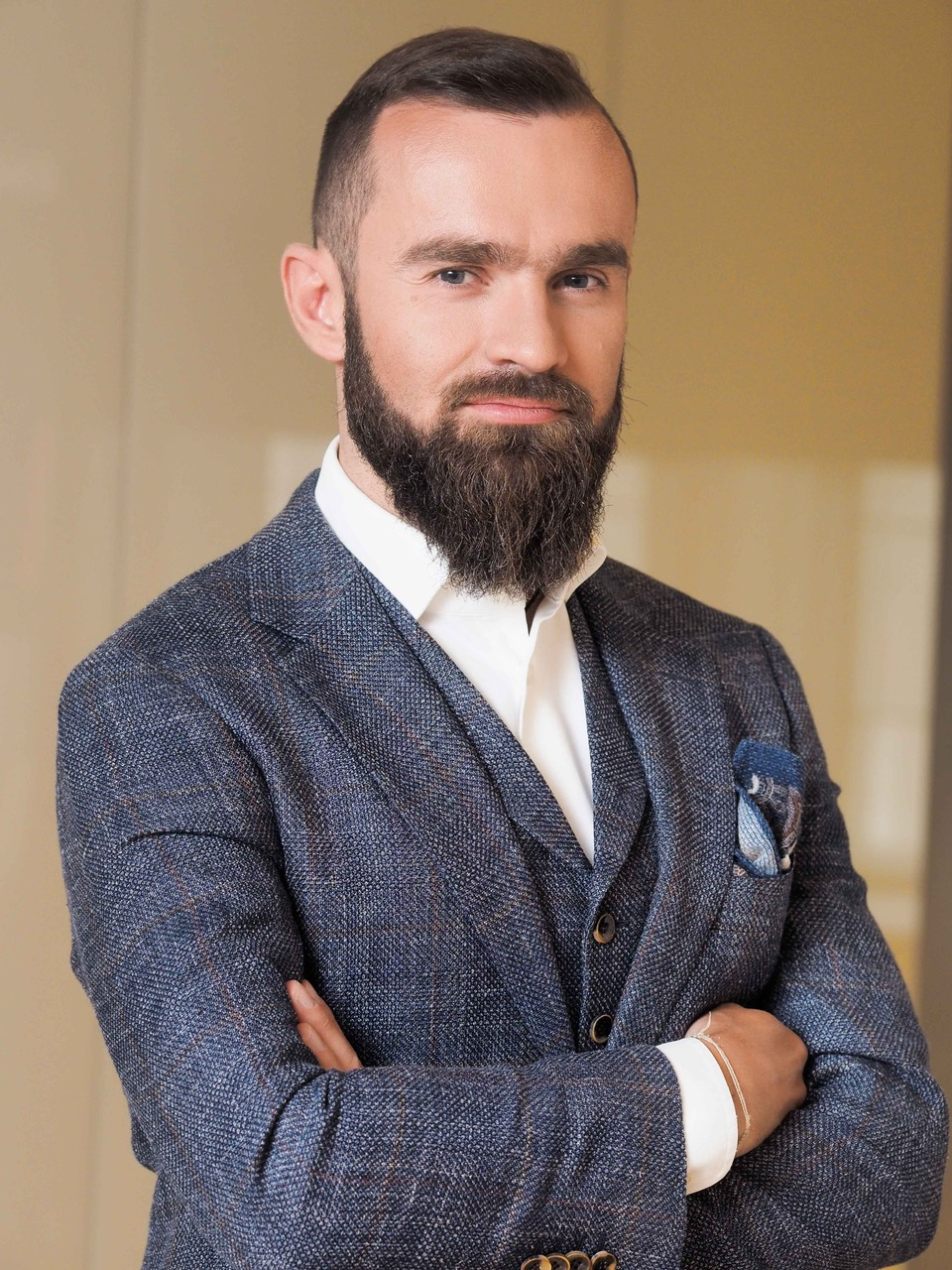
Sebastian Kulczyk, 2017

Sebastian Tomasz Kulczyk (* 16. November 1980 in Poznań) ist ein polnischer Milliardär und Unternehmer.

## Werdegang
Er absolvierte das Karol-Marcinkowski-Gymnasium in Poznań und die Adam-Mickiewicz-Universität in Poznań mit den Schwerpunkten Management und Marketing. Zudem studierte er an der London School of Economics.
Im Alter von 19 Jahren erhielt Kulczyk von seinen Eltern hunderttausend PLN und gründete ein Netzwerk von Internetcafés namens e24.pl, womit er jedoch scheiterte.
Anschließend gründete er eine Agentur für interaktives Marketing namens GoldenSubmarine.
Von 2009 bis 2010 arbeitete er für die Investmentbank Lazard in London und war auch für die digitale Medienabteilung von Sony BMG in New York tätig.
Nach seiner Rückkehr aus den USA wurde er im Dezember 2013 zum Vorstandsvorsitzenden von Kulczyk Investments ernannt, einem Unternehmen, das aus der Firma seines Vaters hervorging.
Kulczyk leitet zudem einen VC-Fonds, der in Technologieunternehmen investiert, Startups unterstützt und die Gründung einer Niederlassung der Singularity University in Polen.

## Privates
Sebastian Kulczyk ist der Sohn von Jan Kulczyk und Grażyna Kulczyk. Seine Schwester ist Dominika Kulczyk.
Am 5. Juni 2010 heiratete er die Tochter eines polnischen Unternehmers, Katarzyna Jordan, in Antibes, von der er inzwischen geschieden ist.

## Vermögen
Forbes schätzte sein Vermögen im Dezember 2021 auf 1,5 Milliarden US-Dollar. Seine wesentlichen Vermögenswerte sind der Betreiber von Autobahnen Autostrada Eksploatacja, das Chemie-Unternehmen Qemetica (früher Ciech) und der VC-Fond Manta Ray.